# Raffaele Minichiello
Raffaele Minichiello, conosciuto anche come Ralph (Melito Irpino, 1º novembre 1949), è un militare italiano naturalizzato statunitense.
È considerato il responsabile del primo caso di dirottamento aereo intercontinentale e del dirottamento più lungo nella storia dell'aviazione civile: oltre 19 ore da Los Angeles a Roma per un totale di quasi 11.000 chilometri in aria.

## Biografia

### Infanzia
Raffaele Minichiello nasce a Melito Irpino, in Italia, nel novembre del 1949. A causa delle condizioni disastrose che la guerra aveva prodotto, cresce in una povera casa di campagna fino all’età di 14 anni, quando la famiglia, anche a causa degli effetti del terremoto del 1962, decide di trasferirsi negli Stati Uniti d'America, a Seattle. Diventa taciturno perché parla solo il suo dialetto e nel 1963 inizia gli studi alla Foster High School, dove riesce a superare con grande facilità solo la materia di disegno meccanico grazie al lavoro svolto in precedenza nell'officina di Grottaminarda. Il 3 maggio 1967 lascia la scuola e si arruola negli United States Marine Corps come lance corporal, cioè soldato scelto, nella quinta divisione di stanza a Pendleton, in California. Lì viene in particolar modo osservato dagli addestratori per il modo disinvolto in cui riesce a smontare e rimontare l'arma datagli in consegna.

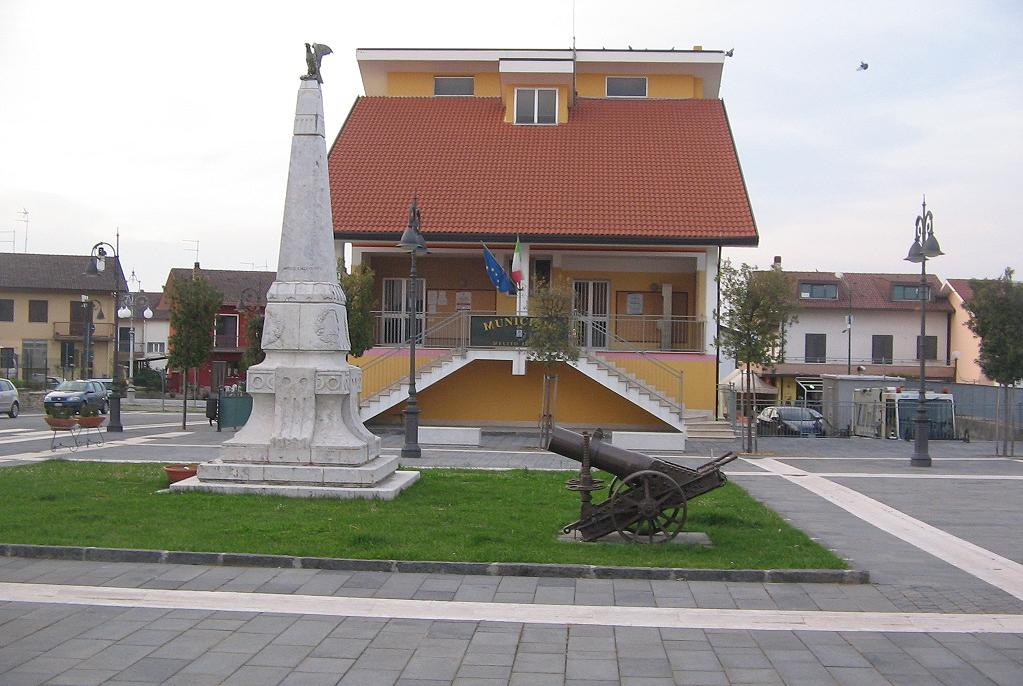
La nuova Melito Irpino, integralmente ricostruita dopo il terremoto del 1962

### Vietnam
Raffaele Minichiello viene imbarcato per il Vietnam a soli diciassette anni, con il permesso dei genitori, giungendo nel paese asiatico il 15 dicembre 1967. Dopo mesi di tormenti Minichiello torna in patria, ma ben presto si accorge del mancato pagamento di 200 dollari da parte dello stato americano e della respinta richiesta di trasferimento in Italia. Comprende che dopo la guerra del Vietnam le sue battaglie non erano finite, così il suo atteggiamento nei confronti del paese cambia radicalmente.
Minichiello comincia a bere e una sera arriva perfino a entrare in uno spaccio militare, impossessandosi della differenza dovutagli in cibo e bevande, ma ubriaco si addormenta all'interno di esso. Il giorno seguente viene arrestato e trascorre 10 giorni in carcere. Successivamente viene reintegrato nella divisione. Il 29 ottobre 1969, a causa del reato commesso, avrebbe dovuto essere processato dalla Corte Marziale; il giorno precedente Ralph Minichiello diserta.

### Il dirottamento
Ralph diserta, decide di corrompere un collega perché lo sostituisca, compra un fucile e parte per Los Angeles. Subito dopo essere arrivato acquista un biglietto aereo per San Francisco. Riesce a superare i controlli all'aeroporto grazie a un suo improvvisato flirt con alcune hostess, le quali gli permettono di entrare in loro compagnia da un'entrata secondaria. Era il 31 ottobre 1969. Minichiello sale su un aereo Boeing 707 della TWA diretto a San Francisco, e a soli 15 minuti dal decollo tira fuori l'arma e con la scusa di richiedere del cibo prende in ostaggio la hostess Charlene Del Monico. Minaccia il comandante di bordo e dirotta l'aereo per New York. Fondamentale è l'importanza di un personaggio, Tracey Coleman, hostess di bordo, che conduce le trattative per il rilascio dei passeggeri e delle hostess allo scalo, per fare rifornimento, di Denver in Colorado. Arrivato a New York, Minichiello si focalizza sulla prossima meta, Roma. Sono stati necessari altri due scali: allo sperduto aeroporto di Bangor, nel Maine, e all'aeroporto Internazionale di Shannon, in Irlanda.
Prima di atterrare a Roma Ralph informa la 'negoziatrice' e il comandante Cook riguardo alle successive mosse da effettuare: una volta a terra, avrebbe fatto salire sull’aereo un funzionario di polizia dell'aeroporto e con il nuovo ostaggio avrebbe tentato la fuga in automobile. Queste condizioni vengono comunicate alla torre di controllo di Fiumicino e così il vice-questore Pietro Gulì, che dirige il commissariato aeroportuale, sale la scaletta del Boeing senza giacca e con le mani poggiate sul capo. Minichiello saluta con un cenno l’equipaggio e con il poliziotto sotto tiro scende e si infila nella Alfa Romeo Giulietta parcheggiata sulla pista. Gulì si mette alla guida, Minichiello gli comunica la destinazione: Napoli. Imboccano l’Ardeatina, ma in piena campagna Minichiello fa fermare l’auto e si dà alla fuga a piedi.
Inizia così l'inseguimento, Ralph trova rifugio in una chiesa del Divino Amore, ma dopo essere stato riconosciuto dal prete viene arrestato (si arrende senza resistere). In questura, circondato da giornalisti e cine-operatori, dice in dialetto irpino: “N’aggio fatto niente” (Non ho fatto nulla). Venne processato per aver introdotto in Italia armi e munizioni da guerra. La sentenza di rinvio a giudizio arriva il 6 aprile 1970, firmata da Renato Squillante. Ralph viene condannato a sette anni di reclusione (di cui soltanto uno e mezzo realmente scontati). La giustizia italiana tenne in considerazione le attenuanti generiche (in primis il mancato indennizzo dovuto al marine Minichiello durante la guerra del Vietnam). Minichiello sconta nel carcere romano di Regina Coeli diciotto mesi, quattro gli sono stati risparmiati per buona condotta. Gli Stati Uniti chiedono per anni l'estradizione, che non viene però mai concessa.

### Epilogo
Poco dopo la scarcerazione Ralph incontra Cinzia, dalla quale ebbe un figlio. Nel 1985 accadde un fatto che lo segnerà per il resto della vita: alla seconda gravidanza la compagna viene abbandonata dai medici in sala travaglio, dove muore di embolo insieme al figlio. Infuriato con la categoria dei medici, progetta un attentato a un convegno di medici a Fiuggi, che non mette in pratica.
In occasione di un convegno cristiano evangelico incontra una fedele di nome Teresa, con la quale si sposa e ha due figli. Teresa morirà di cancro nel 2002. Raffaele Minichiello in seguito si trasferisce con la sua famiglia a Milano. I conti con la giustizia statunitense sono stati perdonati in seguito alla grazia concessa dallo stato americano e da tempo Ralph è un cittadino libero anche negli Stati Uniti.

## Nel cinema
Nell'ottobre 2022 è stato presentato dal regista Alex Infascelli alla XVII Festa del Cinema di Roma il documentario Kill Me If You Can, che narra la storia di Raffaele Minichiello.